# Neonipponaphis
Neonipponaphis  (лат.) — род тлей из подсемейства Hormaphidinae (Nipponaphidini). 2 вида. Восточная Азия (Китай, Япония). Длина 1,1—1,7 мм. Буровато-чёрные. Просома отчётливо отделена от абдоминальных тергитов 2—7 и покрыта множеством тонких волосков. Лапки 2-х члениковые. Питаются на каштаннике (Castanopsis cuspidata, Castanopsis eyrei)
.
- Neonipponaphis shiiae Takahashi, R., 1962 — Япония
- Neonipponaphis pustulosis Chen and Qiao, 2012 — Китай[3]